# يائيل ليمبرت
يائيل ليمبيرت (من مواليد 16 يناير 1974) هي دبلوماسية أمريكية، شغلت منصب سفيرة الولايات المتحدة في الأردن من سبتمبر 2023 إلى يناير 2025. ليمبيرت هي عضو في الخدمة الخارجية العليا، حيث شغلت عدة مناصب بما في ذلك مدير أول لشؤون المشرق وإسرائيل ومصر في مجلس الأمن القومي، ونائب رئيس البعثة في سفارة الولايات المتحدة في لندن. رشحها الرئيس بايدن في عام 2023 كسفيرة للولايات المتحدة في الأردن وصادق مجلس الشيوخ على تعيينها.

## حياتها
نشأت ليمبيرت في إيثاكا، نيويورك. تخرجت من كلية والدش للخدمة الخارجية في جامعة جورجتاون. وهي ابنة طبيب العيون فيليب ليمبيرت وليزلي ليمبيرت (التي تشغل عضوية مجلس إدارة اتحاد الحريات المدنية في نيويورك).

## المسيرة المهنية

### سفيرة الولايات المتحدة في الأردن
في 3 يناير 2023، رشحها الرئيس جو بايدن لتكون سفيرة الولايات المتحدة في الأردن. وبعد جلسات الاستماع وتقرير إيجابي من لجنة العلاقات الخارجية في مجلس الشيوخ، تم تأكيد ترشيحها من قبل مجلس الشيوخ في 27 يوليو 2023. أدت اليمين الدستورية أمام نائبة الرئيس كامالا هاريس في 9 أغسطس 2023، وقدمَت أوراق اعتمادها للملك عبدالله الثاني في 3 سبتمبر 2023.